# Henry Percy, 9:e earl av Northumberland
Henry Percy, 9:e earl av Northumberland, född den 27 april 1564 i Tynemouth Castle, död den 5 november 1632 i Petworth House, var en engelsk aristokrat. Han uppfostrades som protestant och tog över rollen som earl av Northumberland efter sin far 1585. Trots att Northumberlands titel var från norra England ägde han även fastigheter i söder, till exempel Petworth House och Syon House, som han fick ägarskap över efter sitt giftermål med Dorothy Devereux.
Northumberlands familj var fortfarande till stor del katolsk och han själv var en anhängare av den katolska tron. Han var vän med Thomas Percy, en av krutkonspiratörerna, och Northumberland anförtrodde honom att flera gånger innan 1603 leverera hemlig korrespondens till och från Jakob I av England, drottning Elisabet I av Englands förmodade efterträdare. Elisabet avled den 24 mars 1603 och Jakob efterträdde henne som kung. Den 8 november 1605 mördades Percy och efter hans död fanns det ingen vid liv som kunde säkerställa Northumberlands inblandning i krutkonspirationen. En domstol bedömde dock att Northumberland hade medverkat i konspirationen och han dömdes att böta £30 000 samt att han förlorade alla sina ämbetsuppdrag. Northumberland blev även dömd till fängelse och fick sitta fängslad i Towern fram till juni 1621. Han avled den 5 november 1632 i Petworth House, West Sussex och begravdes i St Mary's Church i Petworth.
Northumberland hade en förkärlek till vetenskapliga experiment, vilket ledde till hans epitet. Han hade även ett bibliotek som vid tidpunkten var ett av de största i England. Northumberland var bekant med många för den tiden berömda och inflytelserika personer och en av dessa, dramatikern George Peele, skrev en dikt (The Honour of the Garter) tillägnad Northumberland i och med hans medgång i Strumpebandsorden den 26 juni 1593.

## Tidigt liv

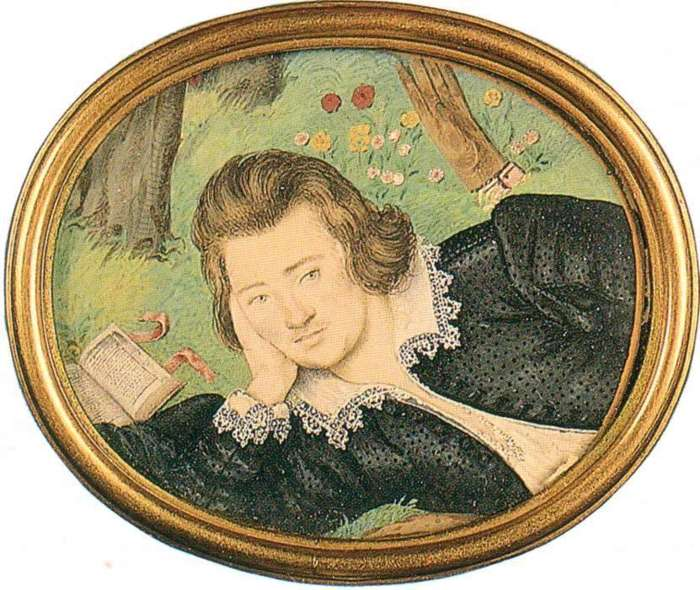
Ett porträtt av en ung Northumberland, målat av Nicholas Hilliard.

Northumberland föddes vid Tynemouth Castle i Northumberland som den äldste sonen till Henry Percy, 8:e earl av Northumberland och hans fru Katherine Neville, dotter till John Neville, 4:e baron Latimer. Northumberland uppfostrades som protestant, precis som sin far, och han tog över rollen som earl av Northumberland 1585. Runt 1586 anställde Northumberland konstnären Nicholas Hilliard för att måla ett porträtt av honom, ett uppdrag som gav Hilliard 60 shillings. Trots att Northumberlands titel var från norra England ägde han även fastigheter i söder, till exempel Petworth House och Syon House, som han fick ägarskap över efter sitt giftermål med Dorothy Devereux (syster till Robert Devereux, 2:e earl av Essex) 1594. Paret fick fyra barn tillsammans innan de separerade.

## Medverkan i krutkonspirationen
Northumberlands familj var fortfarande till stor del katolsk och han själv var en anhängare av den katolska tron även om han officiellt var protestant. I början av 1600-talet fattade Northumberland misstankar om att Elisabet I av England inte hade lång tid kvar att leva. Därför anförtrodde han konspiratören Thomas Percy att flera gånger innan 1603 leverera hemlig korrespondens till och från drottning Elisabets förmodade efterträdare Jakob I av England. Northumberlands onkel hade tidigare blivit avrättad för sin inblandning i Northern Rebellion, vilket var en konspiration för att ersätta Elisabet med Jakobs mor Maria Stuart. Därför planerade Northumberland att återuppbygga sitt förtroende inom kungafamiljen genom att ha en stark relation med Jakob. I hemlighet ville Northumberland även minska Robert Cecil, 1:e earl av Salisburys inflytande, eftersom det ryktades om att Jakob trodde att det var Salisburys far som var ansvarig för Maria Stuarts död. I den korrespondens mellan Jakob och Northumberland som finns bevarad skriver Jakob att "tillbakadragna" katoliker inte skulle störas och att de katoliker som tjänat landet på ett bra sätt inte skulle förbises, vilket gick emot andra uttalanden han gjort. Via Percy, som var ättling till Henry Percy, 4:e earl av Northumberland, fick Northumberland vaga besked om att Jakob skulle agera på ett mer tolerant sätt mot Englands katoliker än vad Elisabet tidigare hade gjort. Elisabet avled den 24 mars 1603 och Jakob efterträdde henne som kung.
Den 8 november 1605 mördades Percy, vilket var enbart tre dagar efter att den konspiration han medverkat i hade misslyckats. Efter hans död fanns det ingen vid liv som kunde säkerställa Northumberlands inblandning i konspirationen. Percy hade förmodligen undvikit att svära Oath of Supremacy när han tillträdde som livvakt åt Jakob och denna förseelse, tillsammans med ett möte som Percy hade med Northumberland den 4 november 1605, tycktes vara tillräckligt med bevis som domstolen behövde mot Northumberland för att kunna ge honom en dom. Domstolen fattade även misstankar om vad han kunde gagnat om konspirationen hade lyckats, men eftersom de inte hade tillräckligt med belägg mot honom för att bevisa detta fick han istället en fällande dom som gjorde att han fick böta £30 000 samt att han förlorade alla sina ämbetsuppdrag. Northumberland blev även dömd till fängelse och fick sitta fängslad i Towern.

### Fångenskap och död

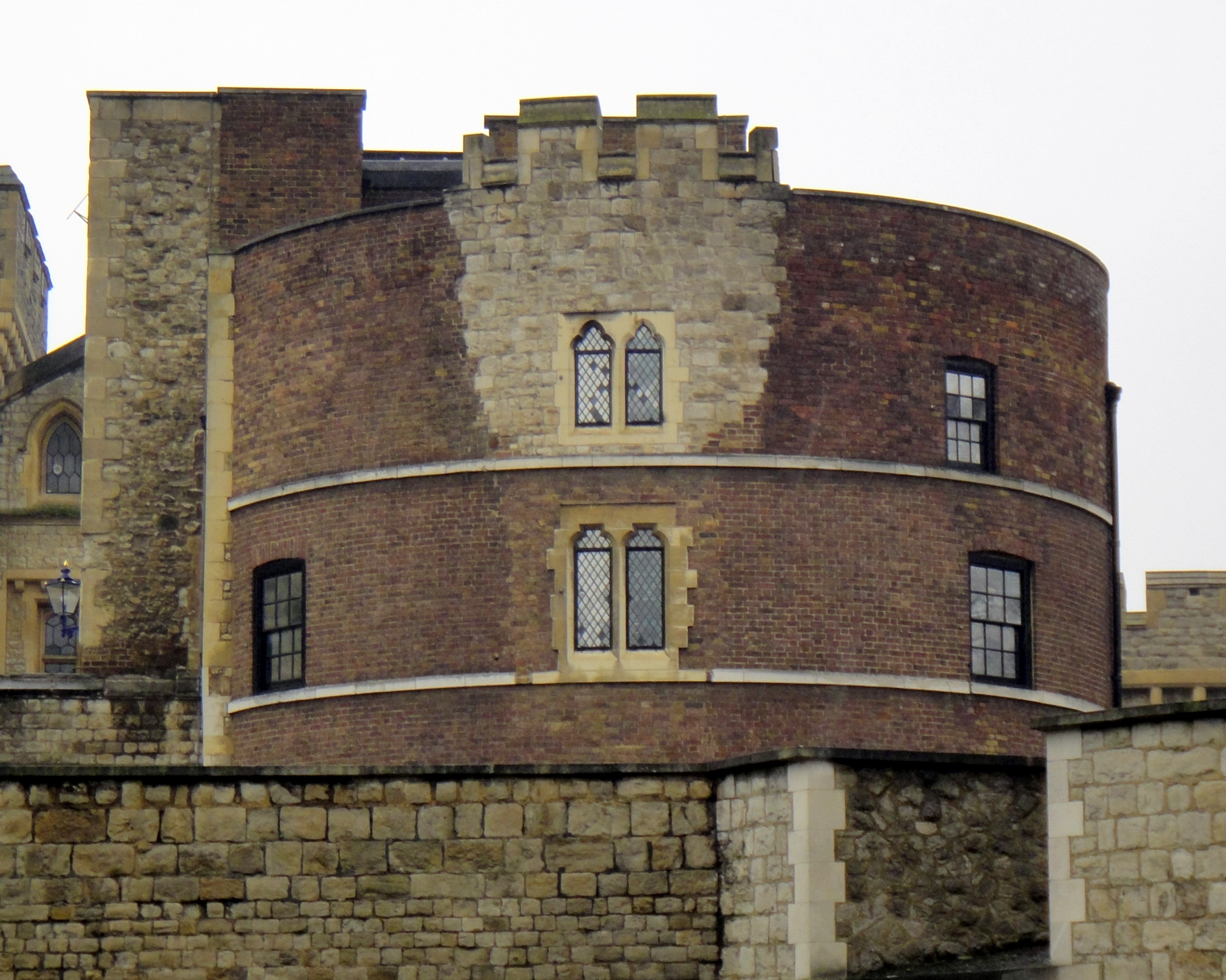
Northumberland satt fängslad i Martin Tower i Towern i femton år för sin inblandning i krutkonspirationen.

Trots att Northumberland satt fängslad i Towern var han fortfarande en förmögen person och han gjorde sin tid i fängelset bekväm för sig; bland annat tog han över Martin Tower och grundlade en bowlingbana. Sir Walter Raleigh, som satt fängslad för högförräderi, träffade regelbundet Northumberland och tillsammans diskuterade de vetenskap och rökte tobak. Northumberland blev även vän med andra fångar, däribland Thomas Harriot, Robert Carr, 1:e earl av Somerset och Frances Carr, grevinna av Somerset. Northumberland satt fängslad i Towern i femton år, fram till juni 1621. Han avled den 5 november 1632 i Petworth House, West Sussex och begravdes i St Mary's Church i Petworth.

## Intellektuella intressen och studier
Northumberland hade en förkärlek till vetenskapliga experiment, vilket ledde till att han fick epitetet "The Wizard Earl". Han hade även ett bibliotek som vid tidpunkten var ett av de största i England. Northumberland var protektor och vän åt Thomas Harriot, Nicholas Hill, Robert Hues, Nathaniel Torporley, Walter Warner och John Dee. Harriot hade tidigare varit handledare åt Raleigh och under tiden han bodde i Syon House använde han ett teleskop för att göra en karta över månen, flera månader före Galileo Galilei. Harriot kan även ha varit den första personen att upptäcka solfläckar. Northumberland var även bekant med dramatikern George Peele och Peele skrev en dikt (The Honour of the Garter) tillägnad Northumberland i och med hans medgång i Strumpebandsorden den 26 juni 1593. För denna dikt fick Peele betalt £3. Även Christopher Marlowe och John Donne var bekanta med Northumberland; efter Donnes bröllop 1601 blev Northumberland ombedd att leverera ett brev till Donnes svärfar sir George More.
I William Shakespeares komedi Kärt besvär förgäves nämns något som kallas för "School of Night". Det har diskuterats om detta är en benämning för de personer som träffades i Syon House för att diskutera vetenskapliga experiment, där Northumberland, Harriot, Marlowe och George Chapman kan ha varit några av dessa personer. Andra säger dock att "school" bara är ett tryckfel för ordet "shawl".

## Familj
Northumberland och hans fru, Dorothy Devereux (cirka 1564–3 augusti 1619), fick tillsammans fyra barn innan de separerade:
- Lady Dorothy Percy (cirka 1598–20 augusti 1659), gifte sig med Robert Sidney, 2:e earl av Leicester och tillsammans fick de sex barn.
- Lady Lucy Percy (1599/1600–5 november 1660), gifte sig med James Hay, 1:e earl av Carlisle och hon var hans andra fru.
- Algernon Percy, 10:e earl av Northumberland (29 september 1602–13 oktober 1668), gifte sig först med Anne Cecil och de fick fem barn tillsammans. Han gifte sig sedan med lady Elizabeth Howard och tillsammans fick de bland andra Jocelin Percy, 11:e earl av Northumberland.
- Henry Percy, baron Percy av Alnwick (1604–april 1659), som dog ogift.

Genom sin äldsta dotter, Dorothy Percy, var Northumberland en förfader till Diana, prinsessa av Wales.